# Восстание в Семиречье 1916 года
Восстание в Семиречье 1916 года (Киргизский мятеж) — восстание в Семиречье, под руководством Токаша Бокина и Бекболата Ашекеева, Узака Саурыкова, Жеменкена Мамбетова и других, в июле-октябре 1916 года, является одним из эпизодов Среднеазиатского восстания 1916 года.

## Причины и предпосылки
В связи с участием Российской империи в Первой мировой войне, царское правительство издало 25 июня 1916 года указ о мобилизации мужского населения Средней Азии и Казахстана в возрасте от 19 до 43 лет «для работ по устройству оборонительных сооружений и военных сообщений в районе действующей армии», в соответствии с которым на тыловые работы призывались из Туркестанского края 250 тыс. чел., из Степного края 230 тыс.человек. В том числе, из Семиреченской области планировалось призвать около 60 тыс. человек. Восстание было направлено против российской политики в регионе.

## Участники событий
Главное и идеологическое руководство восстанием в Семиречье осуществлял Токаш Бокин; имена руководителей отдельных повстанческих формирований — Бекболат Ашекеев, Нука Сатыбеков, Байбосын Тамабаев, Узак Саурыков, Жаменке Мамбетов, Естай Жанабергенов, Айтык Алабергенов, Айдос Тунгатаров, Айкын Жолдербаев, Доскен Жамамурынов, Елкен Доскеев, Курман Бесбаев и другие.
Со стороны царской администрации — генерал Алексей Николаевич Куропаткин, назначенный генерал-губернатором Туркестанского края 20 июля 1916, то есть, уже в ходе восстания. Упоминается и военный губернатор М.А. Фольбаум.
Со стороны местного русского населения — священник Малаховский, Евстафий Владимирович, известны его воспоминания о резне мирных русских поселенцев, в основном стариков, женщин и детей, так как основная масса местных мужчин, казаков воевали на фронтах Первой мировой войны.

## Отдельные события восстания
В связи с массовостью и стихийностью волнений, чёткого хода событий восстания нет. Волнения возникали, как реакция на проводившуюся в спешке принудительную мобилизацию коренного населения на тыловые работы, первоначально народ отказывался от мобилизации и требовал уничтожить списки призывников.
В ответ, местная администрация начала формировать добровольческие карательные отряды, вспыхнули открытые вооружённые выступления. На борьбу с повстанцами были брошены и царские войска. 17 июля 1916 в Туркестанском военном округе было вынужденно объявлено военное положение, а к концу августа все волости Семиреченской области были охвачены восстанием. Крупные боевые столкновения отмечены в урочище Асы, в районах Кастека, Нарынкола, Чарына, Курама, в Садыр-Матайской волости Лепсинского района и в других местностях Семиречья.
23 июля 1916 года повстанцы, силами до 5 тыс. чел., захватили почтовую станцию Самсы (Верненский уезд, 80 вёрст от г. Верный), прервав сообщение на почтовом тракте Верный — Пишпек. К 10 августа к восстанию подключились банды дунган, которые вырезали ряд мирных русских поселений в окрестностях Иссык-Куля. 11 августа дунгане перебили большинство крестьян села Иваницкого. Перебито было население деревни Кольцовка. Но уже 12 августа из Верного был выслан казачий отряд (42 человека) для борьбы с шайками мятежников, который уничтожил одну из банд в районе города Токмак. Однако насилия продолжались. Мятежники, разорили Иссык-Кульский монастырь, убив находившихся там православных монахов и послушников, разорению подверглись села Белоцарское, Столыпинское, Григорьевка, Высокое и Беловодское на реке Нарын. Кроме крестьян от рук бандитов гибли служащие почтовых станций, обслуга железной дороги, врачи. Число жертв резни большей частью гражданского населения достигало 3 тыс. человек. Пржевальск с 11 августа находился в ожидании нападения. Ввиду ожесточения 12 августа там расстреляли 80 заключенных киргизов. Местные русские дружинники жестоко мстили мятежникам, устраивая самосуд над киргизами.
Из телеграммы военного губернатора М. А. Фольбаума, от 14 августа 1916 г., г. Верный:

Двинуть немедленно из Андижана ещё 8 рот с артиллерией и конницей в Пржевальский уезд и из Ташкента вызвать не менее 8 рот с артиллерией на Верный для операции в стороне Жаркента и Пржевальска. Каркаринская ярмарка осаждена повстанцами. В боях участвовали более 5 тыс. человек.— 
В другой телеграмме М. А. Фольбаума из Верного, наказывает начальникам карательных отрядов:

Считайте малейшие группировки казахов кучами уже за мятеж, подавляйте таковой, наводите на эти волости панику, при первом признаке волнений арестуйте хотя бы второстепенных главарей, передайте полевому суду и немедленно повесьте… Ну, поймайте кого-нибудь из подозреваемых и для примера повесьте.— 

## Итоги восстания
Восстание было подавлено царской администрацией. Уничтожены десятки аулов, убито большое количество восставших местных жителей, более 300 тыс. казахов и киргизов бежали в Китай, приговорены к смертной казни 347 человек, каторжным работам — 168, тюремному заключению − 129 человек. Руководитель восстания Токаш Бокин арестован.
В результате восстания, в целом, в Средней Азии царскому правительству удалось к началу февральской революции 1917 года, отправить из Туркестана на тыловые работы лишь 123 тыс. человек (из запланированных 480 тыс.).

## Отдельные факты
- упомянутая Каркаринская ярмарка, будучи крупным торговым центром своего времени, перестала существовать в 1916 году, в результате захвата повстанцами. Данные события на самой ярмарке, в отдельных источниках, могут упоминаться как отдельное «Каркаринское восстание»[7]
- Восстанию в Семиречье 1916 года посвящена повесть Мухтара Ауэзова «Лихая година»